# David Robertson
David Robertson (Santa Monica, Califòrnia, 19 de juliol de 1958) és un director d'orquestra nord-americà.
Criat als Estats Units, seguirà cursos de cor, de composició i de direcció musical a la Royal Academy of Music de Londres. Després d'un període durant el qual treballa a l'Orient Mitjà per a l'agència federal americana d'informació, és associat el 1985 a la direcció de l'Orquestra simfònica de Jerusalem. El 1992, esdevé director musical de l'Ensemble Intercontemporain a París, amb el qual interpretà algunes creacions mundials com City Life (1995) de Steve Reich. David Robertson pren llavors a la vegada les responsabilitats de la direcció musical i artística de l'Orquestra de l'Òpera de Lió el 2000. Després de diverses col·laboracions amb l'Orquestra simfònica de Sant Louis de 1999 a 2005, en pren realment la direcció al final d'aquest mateix any.